# Emma Claessonová
Emma Claessonová (* 14. prosince 1977) je švédská reprezentantka v orientačním běhu, jenž v současnosti žije v Borlange. Jejím největším úspěchem je individuální bronzová medaile ze závodu v longu na Mistrovství světa v orientačním běhu. V současnosti běhá za švédský klub Stora Tuna IK.